# Ralf Weber
Ralf Weber est un footballeur allemand né le 31 mai 1969 à Seligenstadt.

## Carrière
- 1987-1989 : Kickers Offenbach  Allemagne
- 1989-2001 : Eintracht Francfort  Allemagne